# King for a Day
King for a Day é um single da banda de post-hardcore americana Pierce the Veil lançado em 5 de junho de 2012. Conta com os vocais de Kellin Quinn de Sleeping with Sirens. É o primeiro single oficial de seu terceiro álbum de estúdio Collide with the Sky (2012).
Em 6 de agosto de 2012, o videoclipe oficial foi lançado. A canção alcançou a 37 e 29 posição nas paradas da Billboard Hot Rock & Alternative Songs e Digital Rock Songs, respectivamente. "King for a Day" foi nomeado para Melhor Single e ganhou como Melhor Vídeo da Kerrang! Awards de 2013.

## Visão geral e gravação
O nome King for a Day foi escolhido pelo baterista Mike Fuentes. Em entrevista ao Revolver, o vocalista Vic Fuentes disse que ficou impressionado com o título. Junto com Curtis Peoples e Steve Miller, o Pierce the Veil começou a escrever música em uma pequena cabana em Big Bear Lake, Califórnia, que mais tarde se tornou um pequeno estúdio de gravação.
A banda contatou Kellin Quinn do Sleeping with Sirens questionando se ele estava interessado em participar da música, a pedido dos fãs de ambas bandas. Victor afirma que ambos nunca haviam tido contato antes, e então começou a conversar com ele pelo Twitter. Quinn então decidiu colaborar com Pierce the Veil e seus vocais foram gravados em um segundo estúdio. Pierce the Veil e Kellin Quinn produziram a música juntos por e-mail.

### Significado
"Essa música é sobre ser empurrado além do ponto de ruptura". Em uma entrevista, o vocalista Fuentes afirmou que em certos momentos há muitas coisas ao redor de sua mente ao mesmo tempo, "então não sou capaz de controlar minha mente ou até mesmo meu corpo, às vezes."

## Lançamento e recepção
"King for a Day" foi lançado como o primeiro single do álbum Collide with the Sky em 5 de junho de 2012. 
O single atingiu a terceira posição nas paradas da Hard Rock Digital Song Sales, a 29 posição nas paradas Digital Rock Songs dos EUA e a 37 posição na Hot Rock & Alternative Songs, todas da Billboard. A canção também alcançou a 28 posição nas paradas de singles da UK Rock & Metal em 10 de junho de 2012. Em novembro de 2014, a canção foi certificada Ouro pela RIAA por ter vendido mais de 500.000 unidades nos Estados Unidos. Em 29 de outubro de 2019 o single foi certificado Platina, por vender mais de um milhão de unidades digitalmente.
Em 12 de maio de 2015 foi revelado que "King for a Day" será uma das músicas jogáveis no videojogo Guitar Hero Live. Também foi anunciado que King for a Day esteve disponível para download em Rock Band 4 quando pré-encomendado digitalmente no Xbox One.

### Videoclipe
No dia do lançamento da canção, um vídeo com a letra da música foi publicado no YouTube.
O videoclipe oficial foi dirigido por Drew Russ, que também dirigiu o próximo da banda, Bulls in the Bronx. Em 25 de junho de 2012, a Alternative Press anunciou que o Pierce the Veil começou a produzir um novo videoclipe. Em 2 de agosto de 2012, a banda publicou um trailer oficial do clipe de King for a Day. Cinco dias depois, o vídeo foi lançado pela Vevo. Até janeiro de 2020, o vídeo alcançou mais de 114 milhões de visualizações.
Um vídeo dos bastidores foi publicado em 3 de outubro de 2012 no YouTube.

### Prêmios
- Pesquisa de leitores da Alternative Press
  - 2012: Melhor Single (ganho)
- Kerrang! Awards
  - 2013: Melhor Vídeo (ganho)[15]
  - 2013: Melhor Single (nomeado)

## Faixas
| N.º            | Título                               | Duração |  |
| 1.             | "King for a Day" (com Kellin Quinn)  | 3:56    |  |
| 2.             | "Hold On Till May" (versão acústica) | 4:41    |  |
| Duração total: | Duração total:                       | 8:38    |  |

## Músicos
- Vic Fuentes - vocais principais, guitarra rítmica
- Kellin Quinn - vocais de apoio
- Tony Perry - guitarra solo
- Jaime Preciado - baixo
- Mike Fuentes - bateria

## Paradas
| Parada                                   | Melhor posição |
| ---------------------------------------- | -------------- |
| UK Rock & Metal                          | 28             |
| Hard Rock Digital Song Sales (Billboard) | 3              |
| Digital Rock Songs (Billboard)           | 29             |
| Hot Rock & Alternative Songs (Billboard) | 37             |

## Certificações
| Região                | Ano  | Certificação | Vendas   |
| --------------------- | ---- | ------------ | -------- |
| Estados Unidos (RIAA) | 2019 | Platina      | 1 milhão |